# Vasil Levski
Vasil Levski (bug. Васил Иванов Кунчев; Karlovo, 18. srpnja 1837. – Sofija, 18. veljače 1873.) bio je bugarski revolucionar, ideolog, strateg i teoretičar bugarske nacionalne revolucije, vođa borbe za oslobođenje od osmanske vladavine. 
Vasil Levski rođen je u Karlovu, 1837. Zaredio se u dvadeset četvrtoj godini kao pravoslavni monah, ali je kasnije napustio Crkvu i priključio se liberalnom pokretu.
Godine 1862. Levski je otišao u Srbiju, da se kao dobrovoljac pridruži Bugarskoj legiji, koju je osnovao također bugarski revolucionar Georgi Rakovski. Između 1862. i 1868. sudjelovao je u svim bugarskim borbama protiv Osmanskoga Carstva.
Krajem 1860-ih, Levski je razvio revolucionarnu teoriju, koja je značila odlučan korak prema bugarskom pokretu oslobođenja. Ova teorija vidjela je nacionalno oslobađanje kao podizanje na oružje svih Bugara u Osmanskom Carstvu. Ustanak je trebala pripremiti, voditi i koordinirati središnja revolucionarna organizacija, koja bi trebala imati više lokalnih revolucionarnih komiteta u svim dijelovima Bugarske i djelovati potpuno nezavisno od bilo koje strane sile.
Levski je također odredio i buduću formu vladavine u oslobođenoj Bugarskoj – demokratsku republiku, koja počiva na principima Povelje ljudskih i građanskih prava Francuske revolucije.
Počeo je postavljati lokalne komitete 1869. Do sredine 1872. uspio je uspostaviti jaku mrežu komiteta u više bugarskih gradova i sela, koji su bili u stalnoj vezi i primali naređenja od tajne vlade u gradu Loveču. Komiteti su nabavljali oružje, organizirali borbene odrede i kaznene akcije protiv osmanskih službenika i bugarskih izdajnika.
U svibnju 1872., Bugarski revolucionarni centralni komitet i Interna revolucionarna organizacija spojile su se u jednu organizaciju, uvjereni da će koordinacija rada donijeti opće dobro.
U jesen 1872. osmanska policija ušla je u trag nekoliko komiteta u sjeveroistočnoj Bugarskoj, uključujući i glavni štab organizacije u Loveču, nakon što su aktivisti revolucionarne organizacije opljačkali osmansku poštu, da bi nabavili novac za kupovinu oružja. Uhićenja mnogih revolucionara bila su prijetnja uništenju organizacije. Levskog su uhapsile osmanske vlasti i objesile u Sofiji, 18. veljače 1873.  Bugarska je postala autonomna kneževina oslobođena od Osmanlija 1878. godine.
Podignuto mu je mnogo spomenika u Bugarskoj i izvan nje, po njemu su nazvane mnoge institucije. U nacionalnom televizijskom izboru pobijedio je u izboru najznačajnijih Bugara. Nalazi se na novčanici od 1000 bugarskih leva. Po njemu se zove nogometni klub Levski Sofija i nacionalni stadion. Posvećena su mu tri muzeja, opjevan je u bugarskoj književnosti.